# Schleuse Hilter
Die Schleuse Hilter ist eine Schleuse am Dortmund-Ems-Kanal (DEK). Sie liegt in Hilter, einem Ortsteil von Lathen im Landkreis Emsland.

## Beschreibung
Die Schleuse Hilter (DEK-km 185,9) wird vom Wasserstraßen- und Schifffahrtsamt Ems-Nordsee betrieben. Sie hat eine mittlere Fallhöhe von 1,5 m und wird täglich, außer an Feiertagen, von 6 bis 22 Uhr von der Leitzentrale Meppen bedient und überwacht.
Alte Schleuse

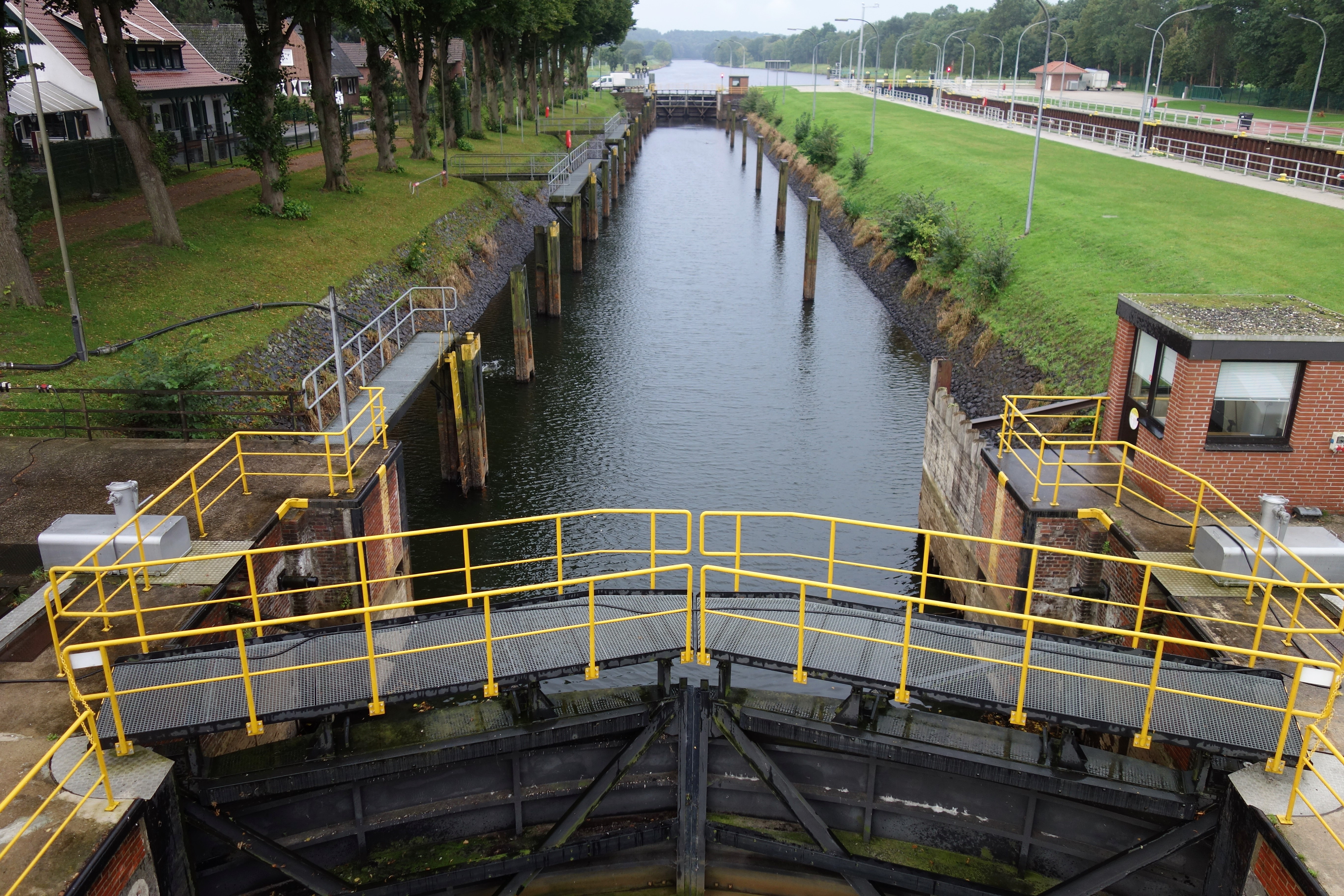
Die alte Schleusenkammer (2017)

Die erste Schleusenkammer wurde 1896 in Böschungsbauweise errichtet und mit der Fertigstellung des Dortmund-Ems-Kanals 1899 in Betrieb genommen. Sie ist 165 m lang, 10 m breit und wird mit zwei Stemmtoren verschlossen.
Neue Schleuse
Parallel zur alten Schleuse wurde 1955/56 eine weitere und breitere Schleusenkammer errichtet. Sie ist 165 m lang und 12 m breit.
Im Zeitraum von 2013 bis 2015 wurde die Anlage für rund 8 Mio. Euro von Grund auf instand gesetzt und auf den neuesten Stand der Technik gebracht. Die Schleuse erhielt neue Schiebetore und sie wurde zur Fernbedienung und -überwachung von der Leitzentrale Meppen eingerichtet. Da nicht alle Arbeiten während des laufenden Betriebes durchgeführt werden konnten, musste die neue Schleuse zeitweise gesperrt und die Schifffahrt über die alte Schleuse umgeleitet werden. Im Rahmen dieser Arbeiten wurde 2013 auch die Schleusenbrücke komplett ersetzt.
Theoretisch würde die neue Schleuse die Passage von Binnenschiffen der Klasse Vb erlauben, einige benachbarte Schleusen im Nordabschnitt des Dortmund-Ems-Kanals können zurzeit aber nur Fahrzeuge bis zur Klasse IV (Europaschiff) aufnehmen.